# Danzas de Guadasuar

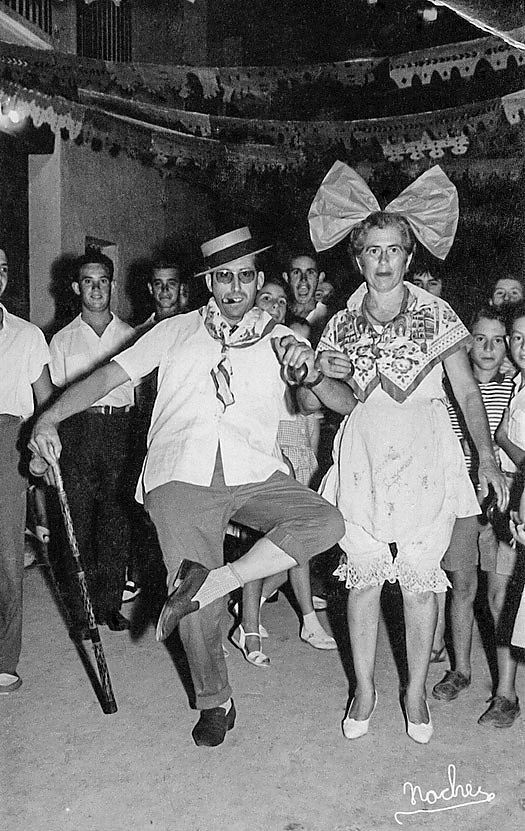
Danzas de Guadasuar, 1960

Las danzas de Guadasuar o las danzadas es de la modalidad procesional o de ida, representación típica de la antigua danza de calle valenciana. Danzas con características similares a la de Guadasuar se conservan en otros lugares valencianos, desde la Huerta de Valencia en el Valle de Albaida.
Esta danza conserva lo más importante que puede tener un baile tradicional, como es la participación masiva y abierta de la gente del pueblo, convirtiéndose en una fiesta de gran protagonismo popular, donde cada vecino aporta sus recursos personales y dotes artísticas en diferentes áreas de participación: danza, música, indumentaria, peinados, flores, adorno de calles, iluminación, etc. Se trata, por tanto, de una danza que aún guarda su función festiva. 
Las danzadas se celebran las noches de la semana siguiente a las fiestas de la Virgen de Agosto y San Roque, tiempo que correspondía, antiguamente, a la vacación agrícola estival, terminadas las cosechas del capullo de seda, frijoles, melones, tomates, etc. Y vísperas de la siega y batida del arroz. Cada noche de danzas se baila en una calle diferente, el cual engalana el vecindario con luces y guirnaldas de papeles multicolores. Hay una gran participación de bailarines de diferentes edades, vestidos de manera diversa.

## Un poco de historia
Al ser una celebración no ligada a ninguna autoridad civil o religiosa, las Danzas no aparecen registradas en ningún archivo.
Según Agustín Roig, cronista de Guadasuar, se sabe que solo se produjeron dos únicas interrupciones: el año 1865, por el cólera, y los 3 años que duró la guerra civil española, de 1936-38, y se reanudó en 1939.
En 1969 conoció uno de los más importantes declives, pero cuando el Aula de Cultura de la Caja de Ahorros de Valencia adoptó la fiesta, el Ayuntamiento reaccionó lentamente creando una serie de premios, en 1985 el Ministerio de Transportes, Turismo y Comunicaciones declara la Semana de Danzas Fiesta de Interés Turístico Nacional.
La danza de Guadasuar revela en su música reminiscencias árabes y el pasacalle que la precede es un típico toque de gaitas moriscas. Su raíz puede ser deriva de las fiestas paganas que se celebraban después de las cosechas de verano. A principios del siglo XX, comenzaron los bailadores a usar trajes diferentes al tradicional de bailadores en día de fiesta, y la danza del 19 de agosto, se dedicaba a la indumento de moros y cristianos, en conmemoración de la noche en que pernoctaron en Guadasuar, según la leyenda, en el año 1180, San Bernardo y sus hermanas Saida y Soraida.

## Cuando se celebran
La tradición dice que la Semana de Danzas se celebre la última semana entera del mes de agosto, de lunes a sábado, por la noche. Es la semana siguiente a San Roque y la Madre de Dios de Agosto (la Asunción), ligados ambos estrechamente a esta fiesta por ser los festeros y festeras correspondientes quienes organizan esa Semana de Danzas. En su origen la celebración estaría ligada al ritmo agrario que entre la recogida del capullo de seda y la siega y trilla de arroz, cultivos que jugaron un papel fundamental dentro de la actividad agrícola de la población en otros períodos.

## Las calles
La Danza se desarrolla cada día en una calle diferente de la población. Los festeros de San Roque], grupo de chicos jóvenes organizadores de la Semana de Danzas, son quienes deciden las calles y el orden de los mismos, la única condición es que el último día la Danza se haga en la calle Mayor.
La calle correspondiente deberá ser engalanado colgando los papelitos de danzas, que cruzan de parte a parte de acera, y que funciona prácticamente como un techo para la Danza al tiempo que da gran colorido. También se suelen iluminar los tramos más oscuros con farolillos, aparte de encender todas las luces de la puerta de la calle en todas las casas.
La preparación de la calle para la Danza se convierte en una especie de preludio de la fiesta de esa noche, cuando ya a media tarde los vecinos de la calle empiezan a acondicionarlo barriendo y rociando, colgando los papelitos, etc., coincidiendo la finalización de las tareas con el momento en que los festeros hacen el Pasacalle de las 9 de la noche.

## Participantes
Una de las peculiaridades más notables de las Danzas de Guadasuar es su carácter participativo y abierto a todo el mundo. No es una fiesta que afecta solo una pequeña comisión de festeros o un reducido grupo de bailadores. Casi todo el pueblo participa un día u otro bailando, confeccionando vestidos, buscando y dejando complementos para esos vestidos, de músico, de festero ...
La parte más destacable la forman los bailadores y las bailadoras. No se necesita gran profesionalidad, solo hay que reproducir los movimientos correspondientes y dejarse llevar por la música. Es en gran parte espontáneo, popular, totalmente abierto, y miedo bailar quien quiera. Los bailadores y bailadoras son prácticamente todos y todas gente del pueblo y se puede participar en pareja o en grupo de parejas y bailar libremente uno, varios o todos los días. Según la tradición (y una leyenda ligada al rey Jaime I), la bailadora es quien debe buscar y escoger el bailador, y no viceversa; ella se hace cargo de confeccionar el vestido ya él le corresponde invitar la bailadora en el descanso como muestra de agradecimiento.
Hay de todas las edades, desde los más pequeños hasta gente de avanzada edad. Las Festeras de la Asunción (chicas de 19 años) que colaboran con los festeros de San Roque en la organización, tienen como principal función bailar las 6 noches. En medio de las dos filas de bailadores y bailadoras se sitúan los músicos con los instrumentos, y los festeros, los cuales controlan el transcurso de la Danza, provistos del típico garrote de grandes dimensiones.

## La indumentaria
Según la tradición, cada día de la semana se llevará un vestido diferente, ideado y confeccionado por los mismos bailadores y bailadoras, en el que es fundamental la originalidad y espontaneidad. El estrenado el primer día ya no sirve para el segundo. Prácticamente improvisa el vestido de un día para el otro, pasan el día ideando el vestido de esa misma noche, confeccionándose prácticamente hasta la hora de salir a bailar. Esto se ha ido perdiendo en cierto modo y, actualmente, los trajes se confeccionan a lo largo del año o incluso se alquilan o compran hechos.
Es curioso, en Guadasuar nunca se usa la palabra disfraz para aludir a las vestimenta de la Danza, sino que se llama traje de Danzas, lógico si tenemos en cuenta que no es considerado un carnaval ni nada parecido. Cabe señalar que los vestidos usados en la Danza no son folklóricos. Lo más sencillo, para el bailador, el pañuelo de seda al cuello, y para las mujeres, el mantón y una flor en el cabello.

## El festejo
Los bailadores y las bailadoras comienzan la Danza desde un cabo de la calle, desde donde entran a bailar hasta recorrerlo todo de un extremo al otro sin pararse en ningún momento. En la calle, los bailadores y las bailadoras se sitúan en dos filas paralelas, las chicas (más importantes en la Danza según la leyenda de Jaime I) siempre van a la derecha y los chicos, a la izquierda. En medio las dos filas hay músicos y festeros que avanzan junto con toda la Danza.
Los niños más pequeños abren la Danza y se sitúan delante. Después crecen gradualmente por orden no demasiado estricto de edad y estatura aproximada, hasta los más adultos. Finalmente, las festeras cierran la Danza. Todos los bailadores y bailadoras van provistos del correspondiente par de castañuelas con el que siguen y reproducen el ritmo de las cajas. Este ritmo de las castañuelas no se detiene en ningún momento de la Danza, y sonando desde que empiezan a bailar en un fin de la calle hasta que terminan en el otro extremo.
La Danza de cada noche está formada por dos partes, cada una en un sentido de la calle. La primera comienza del extremo de la calle más en el centro del pueblo hacia fuera y, la segunda parte, al contrario (así termina la Danza en el extremo más céntrico del pueblo), con un descanso de unos minutos entre las dos partes.

## Partes
La parte central de la fiesta de las Danzas es la Danza propiamente dicha, y es la que nos referimos la mayor parte de las veces cuando hablamos de las Danzas (realmente es casi la única que se baila). Esta está rodeada de todo un ritual: el Pasacalle (dos veces), la Salida o danza de los arcos, el Jefe de Danza y el Danseret.

### El pasacalle
Al atardecer, a las 9, el grupo de músicos, con instrumentos de viento, acompañados por los festeros, provistos de gordos bastones, anuncian la danzada con un pasacalle que se inicia ante la iglesia y se dirige y recorre la calle donde se celebra la fiesta. Esta pasacalle se repite después de la cena que celebran festeros y músicos en la misma calle del cortejo, antes de que comience la danza.

### Baile de la salida o danza de los arcos
Al llegar a la casa donde tendrá lugar la Salida y el Jefe de Danza, los festeros y los músicos se abren para dejar paso a las bailadoras que van saliendo lentamente y cogidas de la mano (en alto) de su bailador. La melodía suena hasta que la última bailadora está en la puerta de la calle, y todas ellas quedan paradas en medio del corredor que forman los festeros con sus palos.

### Cabeza de Danza
A continuación, todos los músicos interpretarán la breve melodía del cabeza de Danza y la persona a la que esa noche corresponde actuar como tal hace su discurso dirigido a todos los bailadores y bailadoras. Una vez terminado, los músicos repiten la melodía.

### La Danza
Una vez se encuentran todos al principio de la calle, las cajas inician el ritmo y los bailarines y bailarinas se van incorporando a las filas correspondientes; así se inicia la Danza, el punto central de la fiesta.

### El Danseret o Ballet final
Finalizada la Danza se baila, con solo unos segundos de pausa, el Danseret. En realidad es un paso doble de autor desconocido que las parejas suelen bailar como tal, tomadas de dos en dos. Antes, para terminar la velada se bailaba, más movido, un antiguo fandango, el compás del que se aceleraba hasta cansar a los bailadores. Se decía el baile roto porque muchos bailadores no lo terminaban.

## La última noche de danzas
El sábado es la última danzada en la calle Mayor, la que preside la reina de la danza y su corte de honor, compuesta por las festeras de la Virgen de Agosto del año anterior. También concurren las festeras del año actual.
A finales se entregan los premios a los bailadores que se han distinguido por la fidelidad al baile y la originalidad de los trajes y es proclama la reina de la danza, que al año siguiente presidirá, de nuevo, la fiesta, elegida por voto secreto de los festeros de San Roque, que toma asiento en la simbólica silla-trono, como siglos atrás ha hizo, según la leyenda, el rey Jaime el Conquistador, para presenciar esta fiesta. La reina cesa impone a la nueva la banda acreditativa del título, y seguidamente los festeros de San Roque cantan Bonita está la reina, con la música de la conocida canción Que buena está María.

## Los músicos/La música
Los tocadores de la danza, antes de aparecer la banda de música en Guadasuar 1853 fundada por la Sociedad Filarmónica de Instrumentos Militares de Guadasuar, eran dos dulzaineros que se situaban, respectivamente, en la cabeza y fin de las dos filas de bailadores y alternaban la melodía, como si de un diálogo se tratara. El ritmo lo repercutía el tabalet y el repique de castañuelas de los danzados.
Actualmente, la música de las Danzas es interpretada por toda clase de instrumentos de viento de lado, junto con las cajas que marcan el ritmo.
Es curioso el caso del Danseret, un paso doble de lo que no conocemos más datos, así como, según nos apunta Agustín Roig, cuando a la forma en que se recogían antiguamente los fondos para pagar los músicos: 

Terminada la Danza, desfilaban las parejas de bailadores y cada hombre depositaba su aportación destinada a los músicos. Si la ofrenda era generosa, el pregonero municipal hacía sonar con potencia la flauta y el vecindario ovacionaba el donante, mientras la bailadora acompañante sonreía. Pero si la aportación era de poca cuantía y no reunía a un bingo, el sonido lo producía agonizante, con la burla de público y una mueca por parte de la bailadora.

## Las canciones de las danzas
Aunque la música de la danza es instrumental, durante la semana que dura el festejo se canta a menudo por los niños y también los mayores, para enseñar a bailar a los pequeños, la letra que el pueblo le ha aplicado a la melodía :.
| A ballar les danses al carrer Major; un plat de tomaques p’al senyor rector. Mira, mira Micalet posa-li farina i es farà duret, duret. | Vingué una forastera que volia ballar, però com no sabia un coix la va ensenyar. Afanyeu-se guilopes i acabeu en els coques, que “l’agüela” fa sopes i se les menja totes. |

La melodía de esta canción de la danza sirvió de tema al compositor local Virgilio Beltrán Cleries para el pasodoble Guadasurense, que ha sido declarado por el Ayuntamiento en 1991 himno oficial de la localidad.

## Sobre las danzas

### Cuentos
Hay un cuento sobre las Danzas, desconocido para la mayor parte de la población. Podemos encontrar diferentes finales del cuento. Además del encanto propio del cuento, encontramos otros elementos curiosos: lugares propios del pueblo (el Ravalet), algunos de desaparecidos (el pocillo de la ermita), medidas ya no utilizadas (medio Almut), frases hechas que aún se usan (me has jodido y me acercó al margen), etc.
Existe otro cuento de la danza, de la que hay varias versiones, que relata el malestar que pasó un matrimonio por la afición bailadora de la mujer y los celos del marido. Es frecuente en la danza de Guadasuar que un casado o casada constituya pareja con otra persona distinta del matrimonio, sea soltera, casada, o viuda, sin que esta costumbre haga pensar en nada negativo.
Pero hubo una vez un marido celoso que no miraba con buenos ojos que su mujer, joven y bonita, bailadora con un soltero muy bien plantado.
El mismo día que comenzaban las danzas le pidió a su mujer que no saliera a bailar y se librará del soltero con cualquier excusa. Pero ella le respondió que sería de mal efecto retirarse en ese momento, cuando ya le había prometido al joven bailar tres noches de danzas y, además, ya tenía cosidos tres pares de vestidos, uno por cada noche.
El marido se puso aún más inquieto y empezó a cavilar como desbarataría las intenciones de su esposa. Cuando al anochecer hay volvió montado en carro de las labores del campo, al llegar a su casa simuló que estaba cojo y no podía caminar, queriendo hacer creer a su esposa que había caído de arriba la higuera y pretendiendo que no se apartara de su lado. Pero esta encomendó a una vecina que lo cuidara mientras ella salía a bailar la danza.
Al ver el poco caso que le había hecho, al día siguiente, el hombre empezó a quejarse y temblar las manos y las piernas, como si le hubiera entrado una enfermedad. La mujer no se sofocó y le preparó un vaso de tila a la que añadió una fuerte dosis de calabacín de adormidera, con el que el marido se quedó dormido como un tronco y, ella, pudo bailar otra vez la danza.
El tercer día, viéndose de nuevo burlado, no pensó más que hacerse el muerto, creyendo que, al menos, por respeto al duelo, la mujer desistiría de su afección bailadora. Depositaron el cuerpo del supuesto muerto en un ataúd y la mujer le colocó una vela en cada esquina, encargando a la vecina que velara y le llorará, mientras ella bailaba la danza. Aquella noche el cortejo se celebraba en la misma calle donde vivía el matrimonio. Las filas de bailadores recorrían la calle de un lado a otro y cuando la mujer pasó por delante de su hogar, le cantó a los veladores:

Plora-li, plora-li

plora-li ben plorat,

i et faré un mitjamud 

ben acaramullat

xacarrac, xacarrac.
Con el que le prometía que la gratifica por el servicio que le estaba prestando, con un mitjamud acaramullat de harina, una de las maneras de agradecer, en aquellos tiempos, los favores recibidos. Cuando desfiló toda la danzada el hombre se incorporó todo furioso, sin que se enterara la plañideras, que se había dormido, y se trasladó a la alameda de la ermita, donde la mujer solía ir después de la danzada refrescar, asentándose sobre una peña y abanicándose con un gran abanico.
Antes de que llegara su mujer, encendió una hoguera sobre la peña y la calentó hasta dejarla como un hierro candente. Poco después llegó ésta, la cual, arremangándose las faldas, se sentó en dicha peña, pegando, al instante, un enorme salto y lanzando, al mismo tiempo, tan desatado grito, a chamuscar el culo todo él convertido en una llaga, que llegaron a sentirse la de La Alcudia y Algemesí.
El marido, meando de risa, salió de detrás de un ciprés donde se había escondido y le cantó a su mujer:

Plora-li, plora-li

plora-li, ben plorat;

que al remat esta nit

ben fotuda t’he deixat

xacarrac, xacarrac.
Pero fueron tan fuertes las carcajadas con las que el hombre lo celebraba que cogió el baile de San Vito, enfermedad que lo sometió a bailar danzas tres días sin parar, terminando exhausto y estirando la pata. 

### Leyendas
Una, cuenta que la Danza se bailó ante el rey Jaime I cuando estuvo en Guadasuar para inaugurar la acequia Nueva. Acudió gran número de chicas solteras de las alquerías de alrededor (Aurí, Fentina, Tarragona, Maranya, Montortal, etc.) y quedaron muchas sin bailador ante la pasividad de los acompañantes del rey, los cuales estaban de espectadores. Al darse cuenta el rey Jaime I de la situación, quiso dar satisfacción a las solteras y les concedió, a perpetuidad, el derecho de elegir bailarín a su gusto. En el Ayuntamiento se conservaba la silla donde, según la tradición, había estado sentado el rey Jaime I para contemplar las Danzas, y que desapareció en una de las reformas del edificio del Ayuntamiento, a principios del presente siglo , así como el Libro de los Privilegios de la Acequia Real, por el año 1976.
La otra es la que justifica la costumbre (ya perdido) de haber un día en el que el vestido de la Danza era de moros y cristianos. Esto se debía a que se conmemoraba la noche de finales del mes de agosto de 1180 en el que pernoctaron en Guadasuar, San Bernardo y sus hermanas Saida y Soraida, de paso de Carlet en Alcira, y las bautizaron la madrugada del 19 al 20 de agosto en la plaza conocida como Ravalet, con los nombres de María y Gracia.

### Otros
Una fuente interesante de información referente a las Danzas son los programas que confeccionan todos los años tanto festeros como festeras, con escritos relacionados con la fiesta, opiniones, actos que se celebran ese año, etc. Desde su recuperación en 1993, la ceremonia del Cabo de Danza ha tenido intervenciones de todo tipo, algunas más afortunadas que otras. Algunos de ellos son bastante interesantes, ya que participan personas ligadas a las Danzas por diferentes razones, así como otros que no lo están tanto. Un apartado totalmente diferente que contribuye a enriquecer la parte gráfica es por ejemplo el concurso de carteles que convoca anualmente el Ayuntamiento. También, en alguna ocasión se ha organizado una exposición de trajes, fotografías y objetos relacionados con las Danzas.